# Antic Col·legi de les Monges Franceses
L'Antic Col·legi de les Monges Franceses és una obra modernista de Cervera (Segarra) protegida com a Bé Cultural d'Interès Local.

## Descripció
Situat al costat de l'edifici de la Universitat i la Llar de jubilats de Cervera. Edifici alçat sobre un sòcol o basament a nivell del carrer Manuel Ibarra. Presenta planta rectangular amb tres nivells horitzontals de façana i dues plantes, la primera de les quals s'utilitza com a sala d'actes. La façana principal està encarada al recinte que vincula aquest edifici i el de la llar de jubilats amb la nova seu del Consell Comarcal de la Segarra -antiga residència dels pares Claretians. La façana està conformada per tres nivells horitzontals delimitats per franges de maó vist i rematada per un tester esglaonat, composició que es repeteix a la façana posterior. La planta baixa està centrada per la portada, que avui ha perdut la seva utilitat funcional a favor d'un accés lateral, pel cantó de la llar de jubilats. Amb una funció avui merament decorativa, doncs, la portada està flanquejada per sengles pilastres sobre podi i amb un entaulament recte, tot de maó vist, que al seu torn sosté una fornícula o capella buida, coberta a doble vessant. A banda i banda de la portada hi ha dos finestrals rectangulars amb llinda, brancals i ampit remarcats amb maó vist. La segona planta està definida per tres obertures de les mateixes característiques - la de l'esquerra està tapiada- i al centre del tester hi ha dues obertures geminades de ventilació, igualment emmarcades amb maó. La façana lateral que dona al carrer Manuel Ibarra segueix la divisió horitzontal amb franges de maó i parament igualment arrebossat. A la part baixa sobresurt el sòcol treballat de forma rústica i al primer nivell hi ha tres obertures amb arc rebaixat emmarcades amb maó vist. Al segon nivell es repeteix la mateixa sèrie de tres obertures com les de la façana principal.

## Història
L'any 1903 s'estableix a Cervera el col·legi hispano-francès, on s'hi establiren les religioses franceses de la Sagrada Família que havien estat expulsades del país veí. La superiora era la germana d'un dels empresaris vinícoles que havia arribat a la Segarra a conseqüència de la crisi que patiren les vinyes franceses a causa de la fil·loxera. El col·legi estava dedicat a la formació integral de senyoretes i impartia les ensenyances en francès.
L'estil de l'edifici està inspirat en l'arquitectura nord-europea i el modernisme, el treball del tester el podem trobar a la Casa Amatller, obra de Puig i Cadafalch. La construcció de l'edifici del col·legi és de 1925, però el funcionament quedà interromput per la guerra civil de 1936.